# Fever (album de Kylie Minogue)
Pour les articles homonymes, voir Fever.
Albums de Kylie Minogue
Light Years
(2000) Body Language
(2003)
Singles
1. Can't Get You Out of My Head
Sortie : 8 septembre 2001
2. In Your Eyes
Sortie : 21 janvier 2002
3. Love at First Sight
Sortie : 3 juin 2002
4. Come into My World
Sortie : 4 novembre 2002

Fever est le huitième album studio de la chanteuse australienne Kylie Minogue, sorti le 1er octobre 2001 en Europe et en Australie sous le label Parlophone. L'album est sorti par la suite  aux États-Unis le 26 février 2002. Kylie a collaboré avec des producteurs et des compositeurs comme Cathy Dennis, Rob Davis, Richard Stannard, Julian Gallagher, TommyD, Tom Nichols, Pascal Gabriel afin de réaliser un album dance-pop avec des influences disco et Europop. Les autres influences musicales sont la synthpop et la musique club.
L'album comporte quatre singles, dont le premier Can't Get You Out of My Head, sorti en septembre 2001, qui a été un énorme succès commercial en étant numéro un dans 40 pays.

## Pochette de l'album
Il existe trois couvertures différentes, dont la version originale avec Kylie portant une tenue blanche et un micro. Cette version a été vendue en Australie, en Asie, en Europe, en Amérique Latine et au Canada. À sa sortie par la suite aux États-Unis, l'album a bénéficié d'une nouvelle édition, la couverture a été remplacée par une similaire à celle du single de In Your Eyes. La couverture de l'édition spéciale est presque similaire à l'originale mais avec Kylie portant un costume bleu.

## Singles
Can't Get You Out of My Head est sorti en septembre 2001 en Europe et en Australie. Il s'est classé numéro un en Australie, en Irlande et au Royaume-Uni et a maintenu sa position pendant quatre semaines dans chacun de ces trois pays. Il a également atteint la première place dans plus de trente pays, dont la France, l'Allemagne et la Suisse. En 2002, la chanson est sortie aux États-Unis, devenant son deuxième single à atteindre le Top 10 au Billboard Hot 100 depuis The Loco-Motion (1988). Il a également atteint la première place du Hot Dance Club Songs.
In Your Eyes est sorti en février 2002 et a été numéro un en Australie, en Hongrie et en Roumanie. Le single a atteint numéro trois au Royaume-Uni, numéro six en Irlande et numéro onze au Canada. La chanson n'a pas été sortie en single aux États-Unis.
Love at First Sight est sorti en juin 2002 et a atteint numéro deux au Royaume-Uni et numéro trois en Australie (la B-side a été le célèbre remix "Can't Get Blue Monday Out of My Head"). Kylie Minogue a par la suite été nommée pour un Grammy Award dans la catégorie du meilleur enregistrement dance en 2003. Le single a atteint le numéro vingt-trois au Billboard Hot 100 et numéro sept sur la liste Irish Singles Chart.
- Note : il ne s'agit pas de la même chanson "Love at First Sight" qui figure sur son premier album Kylie (1988).

"Come into My World" est sorti en novembre 2002 et a atteint numéro quatre en Australie, numéro huit au Royaume-Uni, nombre onze en Irlande et numéro quatre-vingt-un sur le Billboard Hot 100. La chanson a remporté le Grammy Award du meilleur enregistrement dance en 2004.

## Pistes de l'album
| No  | Titre                        | Auteur                                                                          | Producteur(s)       | Durée |
| --- | ---------------------------- | ------------------------------------------------------------------------------- | ------------------- | ----- |
| 1.  | More More More               | TommyD, Liz Winstanley                                                          | TommyD              | 4:40  |
| 2.  | Love at First Sight          | Kylie Minogue, Richard Stannard, Julian Gallagher, Ash Howes, Martin Harrington | Stannard, Gallagher | 3:57  |
| 3.  | Can't Get You Out of My Head | Cathy Dennis, Rob Davis                                                         | Dennis, Davis       | 3:50  |
| 4.  | Fever                        | Greg Fitzgerald, Tom Nichols                                                    | Fitzgerald          | 3:30  |
| 5.  | Give It to Me                | Kylie Minogue, Mark Picchiotti, Steve Anderson                                  | Picchiotti          | 2:48  |
| 6.  | Fragile                      | Rob Davis                                                                       | Davis               | 3:44  |
| 7.  | Come into My World           | Cathy Dennis, Rob Davis                                                         | Dennis, Davis       | 4:30  |
| 8.  | In Your Eyes                 | Kylie Minogue, Richard Stannard, Julian Gallagher, Ash Howes                    | Stannard, Gallagher | 3:18  |
| 9.  | Dancefloor                   | Cathy Dennis, Steve Anderson                                                    | Anderson            | 3:24  |
| 10. | Love Affair                  | Kylie Minogue, Richard Stannard, Julian Gallagher                               | Stannard, Gallagher | 3:47  |
| 11. | Your Love                    | Kylie Minogue, Pascal Gabriel, Paul Statham                                     | Gabriel, Statham    | 3:47  |
| 12. | Burning Up                   | Greg Fitzgerald, Tom Nichols                                                    | Fitzgerald, Nichols | 3:59  |

## Classements
| Hitparade (2001–02)                | Position |
| ---------------------------------- | -------- |
| Australie (ARIA Charts)            | 1        |
| Autriche (Ö3 Austria Top 40)       | 1        |
| Belgique (Ultratop Flandre)        | 14       |
| Belgique (Ultratop Wallonie)       | 12       |
| Canada (Canadian Albums Chart)     | 10       |
| Danemark (Tracklisten)             | 4        |
| Pays-Bas (MegaCharts)              | 7        |
| Finlande (Suomen virallinen lista) | 20       |
| France (SNEP)                      | 21       |
| Allemagne (Media Control Charts)   | 1        |
| Hongrie (Mahasz)                   | 8        |
| Irlande (IRMA)                     | 1        |
| Italie (FIMI)                      | 6        |
| Japon (Oricon)                     | 17       |
| Nouvelle-Zélande (RIANZ)           | 3        |
| Norvège (VG-lista)                 | 4        |
| Pologne (ZPAV)                     | 12       |
| Suède (Sverigetopplistan)          | 10       |
| Suisse (Schweizer Hitparade)       | 3        |
| Royaume-Uni (UK Albums Chart)      | 1        |
| États-Unis (Billboard 200)         | 3        |

| Hitparade (2001)                | Position |
| ------------------------------- | -------- |
| Australie (ARIA Charts)         | 5        |
| Autriche (IFPI Austria)         | 24       |
| Suède (Sverigetopplistan)       | 92       |
| Suisse (Schweizer Hitparade)    | 18       |
| Royaume-Uni (UK Albums Chart)   | 14       |
| Hitparade (2002)                | Position |
| Australie (ARIA Charts)         | 4        |
| Belgique (Ultratop 50 Flandre)  | 67       |
| Belgique (Ultratop 50 Wallonie) | 64       |
| France (SNEP)                   | 55       |
| Nouvelle-Zélande (RIANZ)        | 30       |
| Royaume-Uni (UK Albums Chart)   | 16       |
| États-Unis (Billboard 200)      | 82       |
| Hitparade (2003)                | Position |
| Australie (ARIA Charts)         | 57       |

## Certifications
| Pays                      | Certification |
| ------------------------- | ------------- |
| Argentine (CAPIF)         | Or            |
| Australie (ARIA)          | 7× Platine    |
| Autriche (IFPI Austria)   | Platine       |
| Belgique (BEA)            | Or            |
| Canada (Music Canada)     | 2× Or         |
| Danemark (IFPI Denmark)   | Or            |
| France (SNEP)             | Platine       |
| Allemagne (BVMI)          | Platine       |
| Grèce (IFPI Greece)       | Or            |
| Hongrie (Mahasz)          | Platine       |
| Pays-Bas (NVPI)           | Or            |
| New Zealand (RMNZ)        | 2× Platine    |
| Pologne (ZPAV)            | Or            |
| Russie (NFPF)             | Diamant       |
| Suède (GLF)               | Platine       |
| Suisse (IFPI Switzerland) | 2× Platine    |
| Royaume-Uni (BPI)         | 5× Platine    |
| États-Unis (RIAA)         | Platine       |